# ローマン体

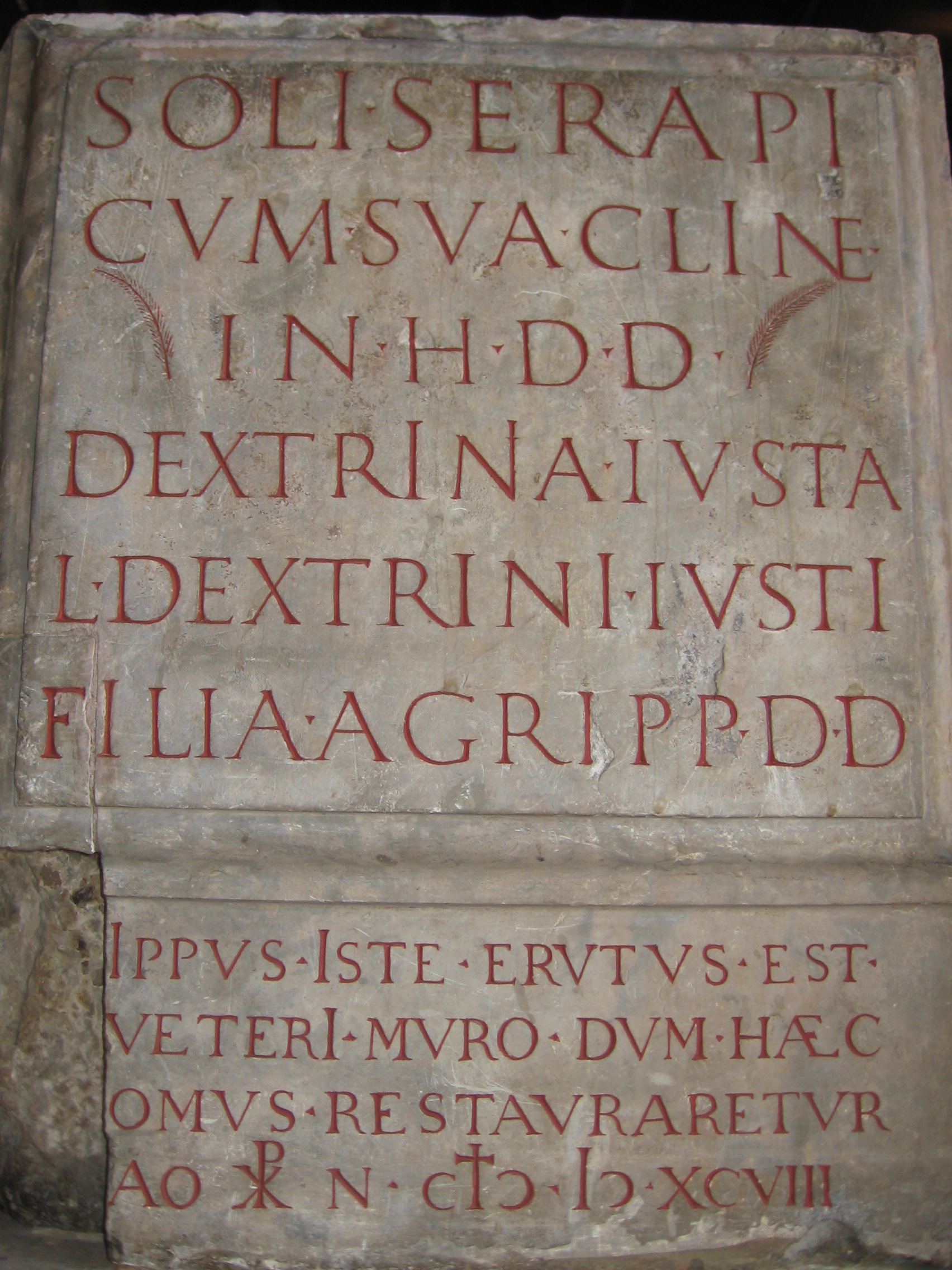
古代ローマの碑文の一例

ローマン体（ローマンたい、英: Roman type）とは、アルファベットのセリフ体書体の一群を指す。セリフの項も参照のこと。
あるいは別義として、セリフの有無は問わず、立体活字、すなわち垂直に正立した書式のことを指す。イタリック体の項も参照のこと。
歴史的には、古代ローマの碑文で用いられた書体を意識してデザインされた経緯を持つ活字体を指し、イタリック体、ブラックレター体などと区別された。
英語圏においては、古代ローマに起源を持つ書体群を指すときは大文字で Roman type と、近代以降の書式としての立体活字を指すときは小文字で roman type と呼び分けることが慣例的に行われる。

## 歴史
ローマン体は、イタリアの人文主義者達が古代ローマの碑文で用いられた書体の復興を目指し、8世紀末のカロリング小文字体を真似て作られた。「ローマン」の名称もこの経緯に起因する。活字としては1465年に、アルノルト・パナルツとコンラート・スヴァインハイムにより初めて用いられた。細部にブラックレター的な特徴を残した活字であった。

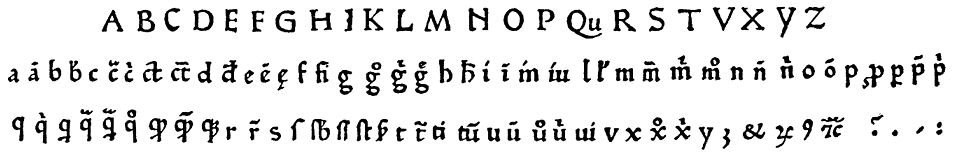
パナルツとスヴァインハイムによる最初のローマン体活字のサンプル

現在一般的なローマン体は1470年にニコラ・ジャンソンがデザインしたものがベースとなっている。

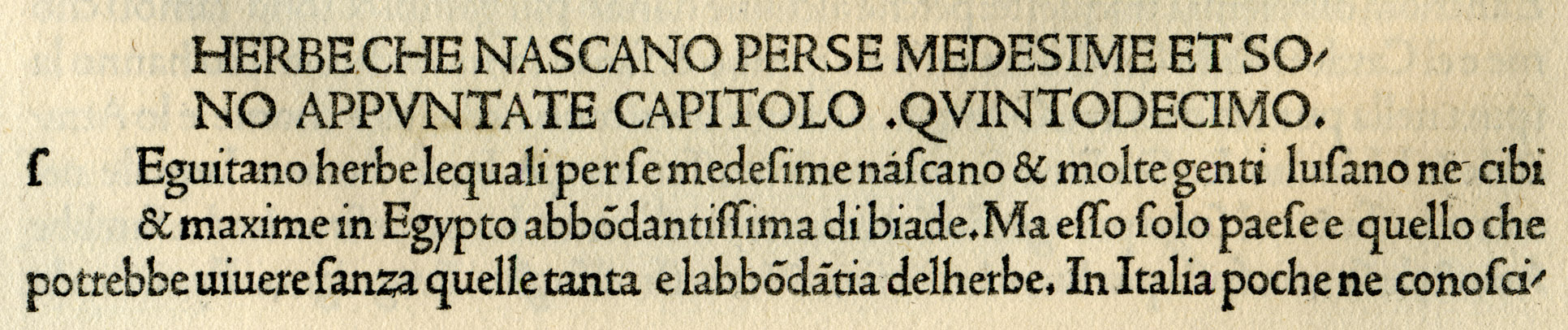
ジャンソンが印刷した大プリニウスの in fiorentia（イタリア語訳）。1476年、ヴェネツィア

20世紀以降よく使われるローマン体の例としては、Garamond、Times New Roman、Bodoni、 Baskervilleなどがあげられる。

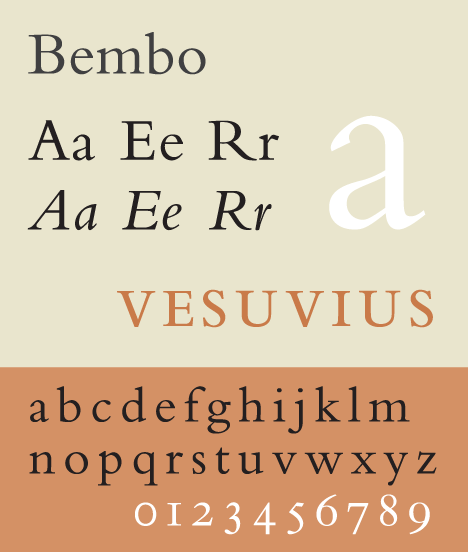
Bembo（英語版）
Garamond

## 自然科学
自然科学・工学分野において、記号類のイタリック体（および立体）表記の使い分けについては、イタリック体（用法）を参照のこと。